# Синтетичні дреди
Синтетичні дреди — це штучно створені дреди, виготовлені з синтетичних матеріалів, таких як канекалон або акрил. Вони є популярною альтернативою натуральним дредам, оскільки пропонують гнучкість у стилізації та можливість експериментувати з кольорами, текстурами та довжинами без необхідності тривалого процесу зрощування власного волосся.

## Матеріали
Основними матеріалами для синтетичних дредів є:
1. Канекалон: один з найпопулярніших матеріалів, відомий своєю натуральною текстурою та схожістю з волоссям. Він стійкий до високих температур і може бути термічно оброблений для створення різних стилів.
2. Акрил: більш жорсткий і менш гнучкий матеріал порівняно з канекалоном. Використовується для створення міцніших та більш стабільних дредів.

## Технологія створення
Синтетичні дреди можуть бути зроблені кількома способами:
1. В'язані дреди: створюються шляхом обробки синтетичних пасом, що переплітаються у вигляді дредів. Вони мають пружну текстуру і виглядають натурально.
2. Дреди на затискачах: це тимчасові дреди, які легко знімаються і повторно використовуються. Вони кріпляться до власного волосся за допомогою затискачів.
3. Дреди-підкрутки: створюються шляхом скручування пасом, що утворюють товсті, спіралеподібні текстури.

## Застосування
Синтетичні дреди використовуються як стильовий елемент для тимчасової зміни зовнішності або для створення незвичайних образів. Вони особливо популярні серед людей, які прагнуть виразити свою індивідуальність або використовують їх у субкультурах, таких як панк, готика або рейв.

## Переваги
- Швидкість установки: синтетичні дреди встановлюються набагато швидше, ніж натуральні дреди, оскільки не потребують тривалого часу для їх формування.
- Великий вибір стилів: синтетичні дреди доступні в широкому діапазоні кольорів, текстур і розмірів, що дозволяє створювати унікальні образи.
- Тимчасовість: синтетичні дреди можуть бути легко зняті або замінені новими, що дає змогу часто змінювати зовнішній вигляд.
- Збереження натурального волосся: встановлення синтетичних дредів не пошкоджує натуральне волосся, оскільки вони прикріплюються до основи без потреби скручування чи зрощування волосся.

## Недоліки
- Термін служби: синтетичні дреди мають коротший термін служби порівняно з натуральними дредами. Вони можуть втратити свій вигляд через кілька місяців, залежно від догляду.
- Догляд: синтетичні дреди можуть вимагати спеціального догляду та регулярного очищення для уникнення накопичення пилу і бруду.
- Комфорт: через штучну природу матеріалів, синтетичні дреди можуть викликати дискомфорт або подразнення шкіри у деяких людей.

## Методи догляду
Догляд за синтетичними дредами включає:
- Регулярне миття спеціальними шампунями для дредів, що запобігає накопиченню олій і продуктів укладки.
- Уникнення високих температур, які можуть пошкодити синтетичні волокна (крім термостійких матеріалів).
- Оновлення дредів шляхом перекрутки або встановлення нових для збереження свіжого вигляду.

Синтетичні дреди є популярним вибором для тих, хто хоче тимчасово змінити свій стиль без постійних зобов'язань і без шкоди для власного волосся. Вони пропонують різноманіття кольорів та текстур, що дозволяє створювати оригінальні і креативні образи. Зазвичай використовуються в модній індустрії та є популярними серед молоді завдяки своїй універсальності. Для тих, хто шукає якісні аксесуари та пакувальні матеріали для гуртової купівлі варто звернути увагу на інтернет-магазин Domupakovki, де представлений широкий асортимент продукції для стилізації та догляду за зачісками.